# Nina Ananiashvili
Nina Ananiashvili, ou en translittération française Ananiachvili, (en géorgien : ნინო ანანიაშვილი) également connue sous le prénom Nino, est une ballerine soviétique, puis géorgienne étoile de la danse du Bolchoï et directeur artistique de l'Ensemble national de Ballet de Géorgie.

## Biographie
Nina Ananiashvili naît le 19 mars 1963 à Tbilissi, RSS de Géorgie alors partie intégrante de l'Union des républiques socialistes soviétiques. Elle est la plus jeune de la fratrie qui comporte, outre Nina, deux frères aînés, Georges et Levan. Son père, Gedevan, et ses deux frères sont géologues. Sa mère, Lia Gogolachvili, est philologue.
Enfant à la santé fragile, Nina est souvent malade. Ses parents décident de l'inscrire à des cours de patinage artistique pour améliorer sa santé. À l'âge de six ans, Nina est une patineuse classée et devient championne de patinage artistique junior de la république socialiste soviétique de Géorgie.
En 1969, la toute jeune Ananiachvili intègre l'Institut d'État de chorégraphie de Géorgie où Tamara Vykhodtseva lui donne ses premières leçons de danse. Vakhtang Tchaboukiani s'intéresse également à la jeune élève qu'il prend sous son aile. L'attention des professeurs de danse de l'Institut chorégraphique de Moscou est attirée par les progrès impressionnants de Nina. Ils convainquent ses parents de lui permettre de poursuivre ses études à Moscou.
En 1976, âgée de 13 ans, Nina intègre l'Institut d'État de chorégraphie de Moscou où elle poursuit ses études de danse avec Natalia Zolotova. Au cours de sa deuxième année d'enseignement à Moscou, elle a, pour partenaire Andris Liepa, fils du légendaire danseur soviétique Māris Liepa. Tout en étudiant à l'école moscovite, elle prend part à de prestigieux concours de danse.
Elle est diplômée de l'Institut en 1981 et entre dans le corps de ballet du Bolchoï où elle poursuit son apprentissage de la danse avec Raïssa Stroutchkova et Rimma Karelskaïa.
Depuis 1988, Nina Ananiachvili est l'épouse de Grigol Vachadze. Ils ont deux enfants : une fille prénommée Elene et un fils, Nodar.
Le 23 novembre 2006, elle s'est vu conférer l'honneur d'être la marraine de Nikoloz Saakachvili, dernier garçon du président de Géorgie Mikhaïl Saakachvili, et dont le parrain est Viktor Iouchtchenko, président de l'Ukraine.

## Carrière
Pour sa première saison avec le Bolchoï en 1982, Nina Ananiachvili danse les passages principaux de Le Prince de bois (Bela Bartók) et des Sylphides (chorégraphie de Fokine sur une musique de Chopin). Maïa Plissetskaïa offre à Nina le rôle de Kitty dans sa propre adaptation d' Anna Karénine tirée du roman de Tolstoï (musique de Rodion Chtchedrine, mari de Maïa Plissetskaïa) et dans laquelle Maïa Plissetskaïa danse le rôle-titre.
Cette même année, Nina Ananiachvili interprète pour la première fois le rôle d'Odette/Odile dans la version de Grigorovitch du Lac des cygnes à l'occasion de la tournée du Bolchoï à Hambourg.

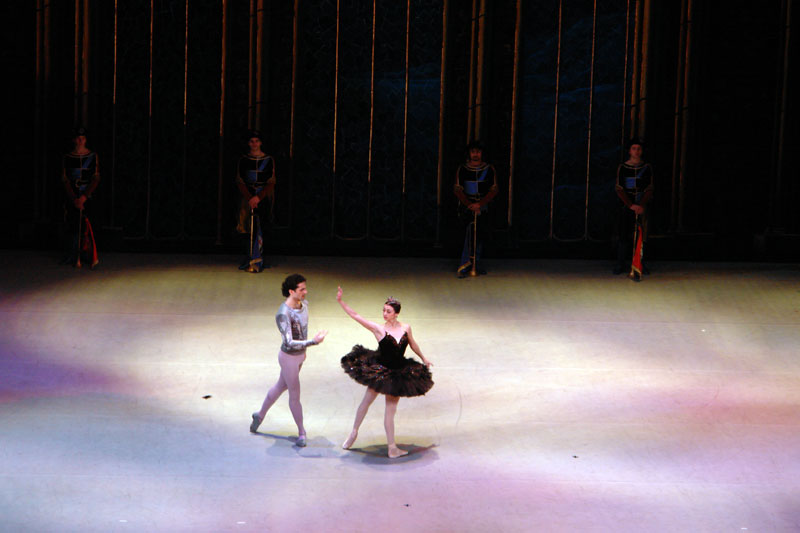
Nina Ananiachvili lors d'une représentation du Lac des cygnes

Toujours en 1982, Nina Ananiachvili paraît pour la première fois au sein d'une compagnie de ballets étrangère. Avec pour partenaire Alexandre Bogatyrev, elle danse Le Lac des cygnes avec l'Alberta Ballet (de Calgary, au Canada) et le Royal Winnipeg Ballet (de Winnipeg). Elle réitère en 1988 devenant avec Andris Liepa les premiers danseurs d'Union soviétique à se produire au New York City Ballet. Elle y danse, entre autres, les variations de Raymonda et Apollon avec Liepa et le deuxième mouvement de la Symphonie en ut (aux côtés d'Otto Neubert).
On la retrouve en 1993 en tant que « danseuse principale » de l'American Ballet Theater avec lequel elle interprète, entre autres, Le Lac des cygnes, La Sylphide, Don Quichotte, La Belle au bois dormant, La Bayadère, Roméo et Juliette, Manon, Cendrillon, La Veuve joyeuse, Offenbach in the Underworld (Offenbach dans la pègre), La Symphonie en ut, Esmeralda, Sylvia Pas de Deux (de George Balanchine), Snow Maiden (de Ben Stevenson), Tchaikovsky Pas de Deux (de George Balanchine). En 1999, la voici dansant au Ballet de Houston avec le même titre.
En 1983, Nina Ananiachvili est « officiellement » promue au rang de soliste. Elle danse pour la première fois devant le parterre de Tbilissi, ville dont elle est native. Elle interprète Le Lac des cygnes et la version de Don Quichotte par Vakhtang Tchaboukiani avec Iouri Vassioutchenko pour partenaire. Elle reviendra dans cette ville ultérieurement pour danser bien d'autres ballets dont Giselle et La Sylphide.
De 1983 à 1987, Ananiachvili ajoute Giselle, Casse-noisette, Don Quichotte, Raymonda, Le Spectre de la Rose et Roméo et Juliette à son répertoire.
En 1986, après une longue absence des scènes étrangères en raison de la tension internationale, les danseurs du Bolchoï sont à nouveau autorisés à se produire à l'Ouest. Le retour d'Ananiachvili sur la scène londonienne avec Raymonda enthousiasme le public autant que les critiques. Cette année marque un tournant décisif dans la carrière de la ballerine. Les changements politiques survenus dans son pays l'autorisent d'accepter des contrats à l'étranger en tant qu'invitée.
En 1987, Ananiachvili étudie avec Marina Semenova. Bien qu'officiellement incorporée au corps de ballet, Nina, depuis ses débuts, ne danse que des solos et différents pas de deux au cours des galas qu'offre régulièrement la troupe.
En 1988, elle débute dans La Belle au bois dormant et L'Âge d'or. Elle est la Mlada du ballet de même nom chorégraphié pour elle sur une musique de Rimski-Korsakov.
Lors de la première des Divertissements de Bournonville au Bolchoï en 1989, elle danse La Kermesse à Bruges.
Au cours des années qui suivent, Nina Ananiachvili, adulée, devient une vedette internationale de la danse.
En 1996, elle commissionne Alexeï Ratmansky pour écrire la chorégraphie de deux nouveaux ballets qu'elle interprétera au cours de sa tournée à l'étranger. Charmes du maniérisme (А. Ratmansky) en était le premier. Le second, Rêves du Japon, est acclamé par des critiques et les spectateurs unanimes de Moscou, Tokyo, Paris, Alma-Ata et Tbilisi. Le ballet reçoit le Masque d'or et le prix du Meilleur Ballet de l'Année par l'Association des Producteurs du Japon 
Ananiachvili danse la version de Giselle par Vladimir Vassiliev en 1997 et crée le rôle-titre de Snow Maiden au sein du Houston Ballet en 1998 dans une chorégraphie de Ben Stevenson. Elle a pour partenaire Carlos Acosta. Elle danse pour la première fois Mozartiana (George Balanchine) en 1998.
En 1999, elle est nommée « principal dancer » du Houston Ballet avec lequel elle interprète Manon, La Belle au bois dormant et Trois Préludes de Ben Stevenson sur une musique de George Gershwin.
À l'initiative d'Ananiachvili, le Bolchoï programme les ballets de Balanchine en soirée à partir de 1999. Elle dansera Mozartiana et le second mouvement de la Symphonie en ut
En 2000, Nina Ananiachvili interprète le personnage d'Aspicia dans La Fille du pharaon (chorégraphie de Pierre Lacotte) au Bolchoï.

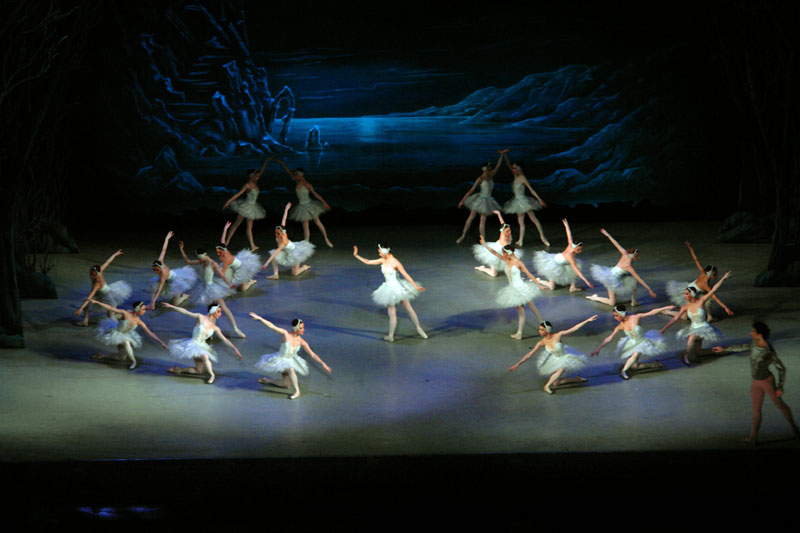
Nina Ananiachvili lors d'une représentation du Lac des cygnes

Au mois de décembre de cette même année, Ananiachvili et Nikolaï Fadeïetchev créent leur propre compagnie de ballets, Le Théâtre de la Danse comprenant des danseurs du Bolchoï, le danseur étoile du Théâtre musical Nemirovitch-Dantchenko, E. Petritchenko et N. Tchoumakov solistes du Théâtre musical Natalia Sats et Giuseppe Picone, soliste venu de l'American Ballet Theater. Le Théâtre de la danse monte successivement Green de Stanton Welch en 2000, Charmes du maniérisme (Alexeï Ratmansky), Rêves du Japon, Leah (Alexeï Ratmansky), Opus X (S. Welch) et Second Before the Ground (Trey MacIntire) en 2001. Malheureusement, la compagnie perd sa salle de répétition en 2002. Lors de la saison 2002-2003, le Théâtre de la Danse interprète Charmes du maniérisme et Leah au cours d'une seule et unique représentation au théâtre Mariinski de Saint-Pétersbourg (2003).
En 2002, le rôle d' Operetta Diva du ballet Offenbach dans la Pègre (American Ballet Theater), d'Anthony Tudor révèle ses talents d'actrice comique.
Anachnivili a eu comme partenaires les plus grands danseurs de notre époque : Carlos Acosta, Dmitri Belogolovtsev, Charles Askegard, Patrick Dupond, Andris Liepa, Mikhaïl Lavrovski, Guillaume Graffin, Nicolas Le Riche, Irek Moukhamedov, Giuseppe Picone, Faroukh Rouzimatov, Sergueï Filine pour ne citer que ceux-là. Elle a été « artiste invitée » des plus grandes formations internationales: du Ballet de l'Opéra de Rome, de la Scala, de Suède, de Monte-Carlo, de Birmingham; de Boston, Munich, Tokyo; des ballets de Finlande, du Portugal, de Belgrade, de celui de Sofia, du Ballet national hongrois et de celui se Göteborg. Elle danse Le Lac des cygnes dans la version de Nikolaï Boyartchikov, Don Quichotte dans celle de Vladimir Vassiliev et Giselle avec le ballet de Perm. Elle paraît à Covent Garden où elle danse Le Prince des pagodes et Roméo et Juliette dans la version de Kenneth MacMillan avec lequel elle travaille. Elle y retournera de nombreuses fois, interprétant, entre autres, la Symphonie en ut, Casse-Noisette, La Fille mal gardée (Frederick Ashton), Cendrillon, L'Oiseau de feu.
Elle fonde sa propre troupe itinérante, la Nina Ananiashvili and International Stars.
Elle a été la première ballerine invitée russe à danser au sein du Ballet royal danois. Elle y a présenté La Sylphide, Napoli et Festival de fleurs à Genzano, qu'elle a interprété dans le théâtre même de leur chorégraphe et auteur Auguste Bournonville.
Ananiachvili a dansé Don Quichotte, Le Lac des cygnes, La Belle au bois dormant au Kirov ainsi que le Roméo et Juliette chorégraphié par Lavrovski à l'occasion de la première qui a marqué la réinscription de l'œuvre au répertoire du Théâtre Mariinski après une longue absence.

## Répertoire
Dansant au sein de compagnies variées, Nina Ananiachvili acquiert un répertoire étendu qui ne comprend pas moins de 90 rôles dont certains sont des créations.
| 1. Anna Karénine - Kitty (Maïa Plissetskaïa, N. Rijenko, V. Smirnov-Golovanov) 2. Aniouta (Vassiliev) 3. Apollon (George Balanchine) 4. La Bayadère (Marius Petipa-Grigorovitch) 5. La Bayadère (Natalia Makarova) 6. Cendrillon (Frederick Ashton) 7. Cendrillon (B. Stevenson) 8. Coppelia (А. Radounsky) 9. Le Corsaire (Marius Petipa) 10. Don Quichotte (Tchaboukiani) 11. Don Quichotte (Marius Petipa-Gorsky) 12. Don Quichotte (Grigorovitch) 13. Don Quichotte (Vassiliev) 14. Don Quichotte (Rudolf Noureev) 15. Don Quichotte (К. McKenzie) 16. Don Quichotte (А. Fadeïetchev) 17. Due (A. Laerkesen) 18. La Mort du cygne (La Mort du cygne)(Michel Fokine) 19. Esmeralda (B. Stevenson) 20. La Fille mal gardée (Frederick Ashton) 21. L'Oiseau de feu (Fokine) 22. Festival de fleurs à Genzano (Bournonville) 23. Les Quatre derniers chants (R. van Dantzig) 24. Gaîté parisienne (Massine) 25. Giselle - Myrtha (Leonid Lavrovski) 26. Giselle (Leonid Lavrovski) 27. Giselle (Grigorovitch) | 1. Giselle (P. Wright) 2. Giselle (V. Vassiliev) 3. l'Âge d'or (Grigorovitch) 4. La Kermesse à Bruges (Bournonville) 5. Manon Lescaut (Kenneth MacMillan) 6. La Veuve joyeuse (R. Hynd) 7. Mademoiselle Julie (B. Cullberg) 8. Mood (V. Elizariev) 9. Moon Reindeer (B. Cullberg) 10. Mozartiana (George Balanchine) 11. Napoli (en) (Bournonville, D. Bjorn) 12. Casse-noisette (Grigorovitch) 13. Casse-noisette (P. Wright) 14. Offenbach in the Underworld (Offenbach dans la pègre) (A. Tudor) 15. Paquita (Marius Petipa, Kondratieva) 16. Pas de Quatre (А. Doline) 17. Polacca (А. Laerkesen) 18. Prince of the Pagodas (Le Prince des pagodes) (Kenneth MacMillan) 19. Raymonda (Grigorovitch) 20. Raymonda Variations (George Balanchine) 21. Roméo et Juliette (Grigorovitch) 22. Roméo et Juliette (Leonid Lavrovski) 23. Roméo et Juliette (Kenneth MacMillan) 24. La Belle au bois dormant (А. Smirnov-Golovanov) 25. La Belle au bois dormant (Grigorovitch) 26. La Belle au bois dormant (Constantin Sergueïev) | 1. La Belle au bois dormant (H. Tomasson) 2. La Belle au bois dormant (Kenneth MacMillan) 3. La Belle au bois dormant (B. Stevenson) 4. La Belle au bois dormant (V. Rona) 5. Le Spectre de la rose (Fokine) 6. Le Lac des cygnes - La Fiancée espagnole (Grigorovitch) 7. Le Lac des cygnes (Grigorovitch) 8. Le Lac des cygnes (V. Tchaboukiani) 9. Le Lac des cygnes (Аssaf Messerer) 10. Le Lac des cygnes (Constantin Sergueïev) 11. Le Lac des cygnes (О. Vinogradov) 12. Le Lac des cygnes (N. Boyartchikov) 13. Le Lac des cygnes (D. Blair) 14. Le Lac des cygnes (A.-M. Holms) 15. Le Lac des cygnes (Rudolf Noureev) 16. La Sylphide (Bournonville, H. Brenaa) 17. La Sylphide (Bournonville, E. Bruhn) 18. La Sylphide (Bournonville, Мarianne von Rosen) 19. La Sylphide - Mazurka (Michel Fokine) 20. La Sylphide - Valse et Prélude (Michel Fokine) 21. Sylvia Pas de Deux (George Balanchine) 22. Symphonie en ut 2e mouvement (George Balanchine) 23. Tchaikovsky Pas de Deux (George Balanchine) 24. Trois préludes (B. Stevenson) 25. Voluntaries (G. Tetley) |

### Créations
1. Les Charmes du maniérisme (А. Ratmansky[8] )
2. Class. Opus X (T. Voskressenskaïa)
3. Rêves du Japon (А. Ratmansky)
4. La Fille du Pharaon (Pierre Lacotte)
5. Green (Welch).
6. Gong (Morris)
7. Holst Pas de Deux (T. Kask)
8. Leah (А. Ratmansky)
9. Le Petit Prince - La rose (B. Mayorov)
10. Le Songe d'une nuit d'été (R. Sund)
11. Mlada (B. Pokrovsky, A. Petrov)
12. Opus Х (S. Welch)
13. Rubai (V. Ousmanov)
14. The Snow maiden (B. Stevenson)
15. The Wooden Prince (Petrov)
16. Youth (Maxime Martirossian)

## Récompenses
Sans cesse à la recherche de la perfection, Nina Ananiachvili est honorée des plus hautes distinctions :
- 1980 : médaille d'or du 10e Concours international de ballet de Varna, catégorie junior[1].
- 1981 : grand prix du 4e Concours international de danse de Moscou, catégorie junior. Son danseur Andris Liepa remporte la médaille d'or à cette occasion.
- 1985 : médaille d'or, catégorie seniors, du Ve Concours international de ballet à Moscou;
- 1986 : grand prix du 3e Concours international de ballet, Jackson, Mississippi, États-Unis (conjointement a Andris Liepa);
- 1989 : artiste du peuple de la république socialiste soviétique de Géorgie;
- 1991 : prix national « Triomphe » de la Russie Indépendante (Ananiachvili est la première à avoir été honorée de ce prix);
- 1993 : prix national Chota Roustaveli, Géorgie;
- 1995 : artiste de la fédération de Russie;
- 2000 : élue « Femme de l'année » par l'Institut international de biographie ;
- 2001 : médaille nationale du mérite, 3e échelon, Russie ;
- 2002 : prix Dance Magazine ;
- 2003 : « médaille d'honneur » (plus haute distinction de Géorgie) ;
- 2003 : prix « L'Âme de la danse » (catégorie «Reine de la danse») du magazine russe Ballet.

## Filmographie
- Aurzari Salkhinetsi (1975) sous le nom de Nino Ananiashvili[9];
- To the limit (1989), un documentaire de 35 minutes[9], [10]
- Mlada (1992) où elle interprète la princesse Mlada sous le nom de Nino Ananiashvili[9], [11].